# Ossaea capillaris
Ossaea capillaris là một loài thực vật có hoa trong họ Mua. Loài này được (D. Don) Cogn. mô tả khoa học đầu tiên năm 1888.